# Julius Pokorny
Julius Pokorny (ur. 12 czerwca 1887 w Pradze, zm. 8 kwietnia 1970 w Zurychu) – badacz języków celtyckich, szczególnie irlandzkiego, zwolennik irlandzkiego nacjonalizmu, przed drugą wojną światową wydawca czasopisma Zeitschrift für celtische Philologie, autor pracy Indogermanisches etymologisches Wörterbuch („Indoeuropejski słownik etymologiczny”), współcześnie wciąż używanej.